# 薄井原古墳
薄井原古墳（うすいばらこふん）は、島根県松江市坂本町にある古墳。形状は前方後方墳。島根県指定史跡に指定されている。

## 概要
島根県東部、島根半島東部の低丘陵突端部上（標高約40メートル）に築造された古墳である。1961年（昭和36年）に発掘調査が実施されている。
墳形は前方後方形で、前方部を南西方向に向ける。墳丘外表では葺石・埴輪は認められないが、前方部から須恵器（脚付子持壺片・高坏片）・土師器（高坏片など）が出土している。埋葬施設は後方部両側における片袖式横穴式石室2基で、1号石室は前方部寄りで北西方向に、2号石室は後方部北東寄りで南東方向に開口する。発掘調査では、1号石室内から耳環・須恵器が、2号石室内からガラス小玉・鉄刀・鉄鏃・刀子・鉇・削り小刀・馬具類・須恵器が出土している。なお、前方部西側には小円墳2基が所在する（陪塚か）。
築造時期は、古墳時代後期の6世紀中葉（TK10型式併行期新相段階）頃と推定される。横穴式石室2基を有する双室墳であり、石室は出雲地方では最古級になるとして注目される古墳になる。
古墳域は1962年（昭和37年）に島根県指定史跡に指定されている。

## 遺跡歴
- 1925年（大正14年）、旧『島根縣史』第4巻に「持田村大字坂本 未発掘 前方後円墳」として記載[4]。
- 1943年（昭和18年）、調査。1墳丘2石室墳と判明（山本清）。
- 1961年（昭和36年）、発掘調査（島根県教育委員会、1962年に報告）[5]。
- 1962年（昭和37年）6月12日、島根県指定史跡に指定。

## 墳丘

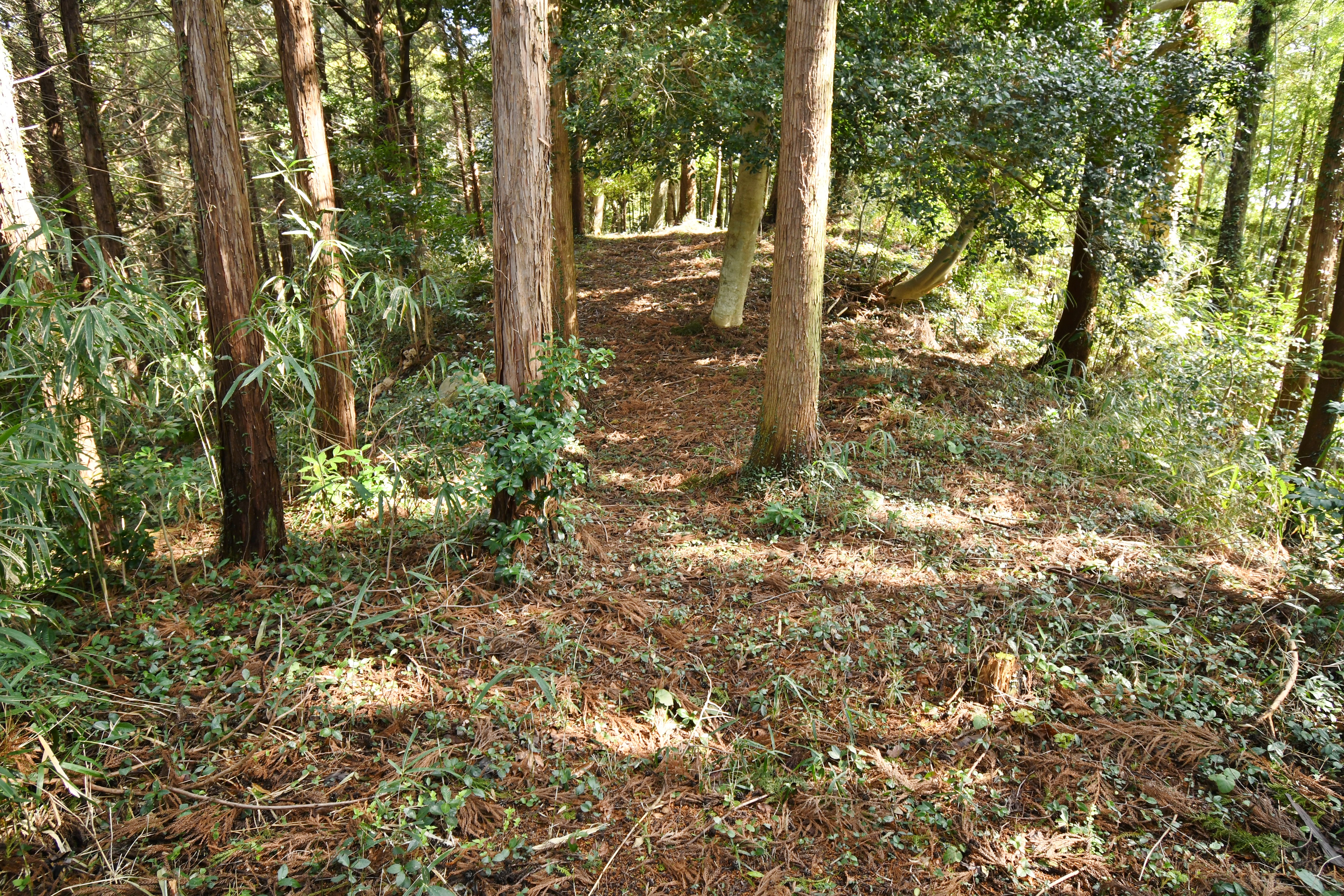
前方部から後方部を望む
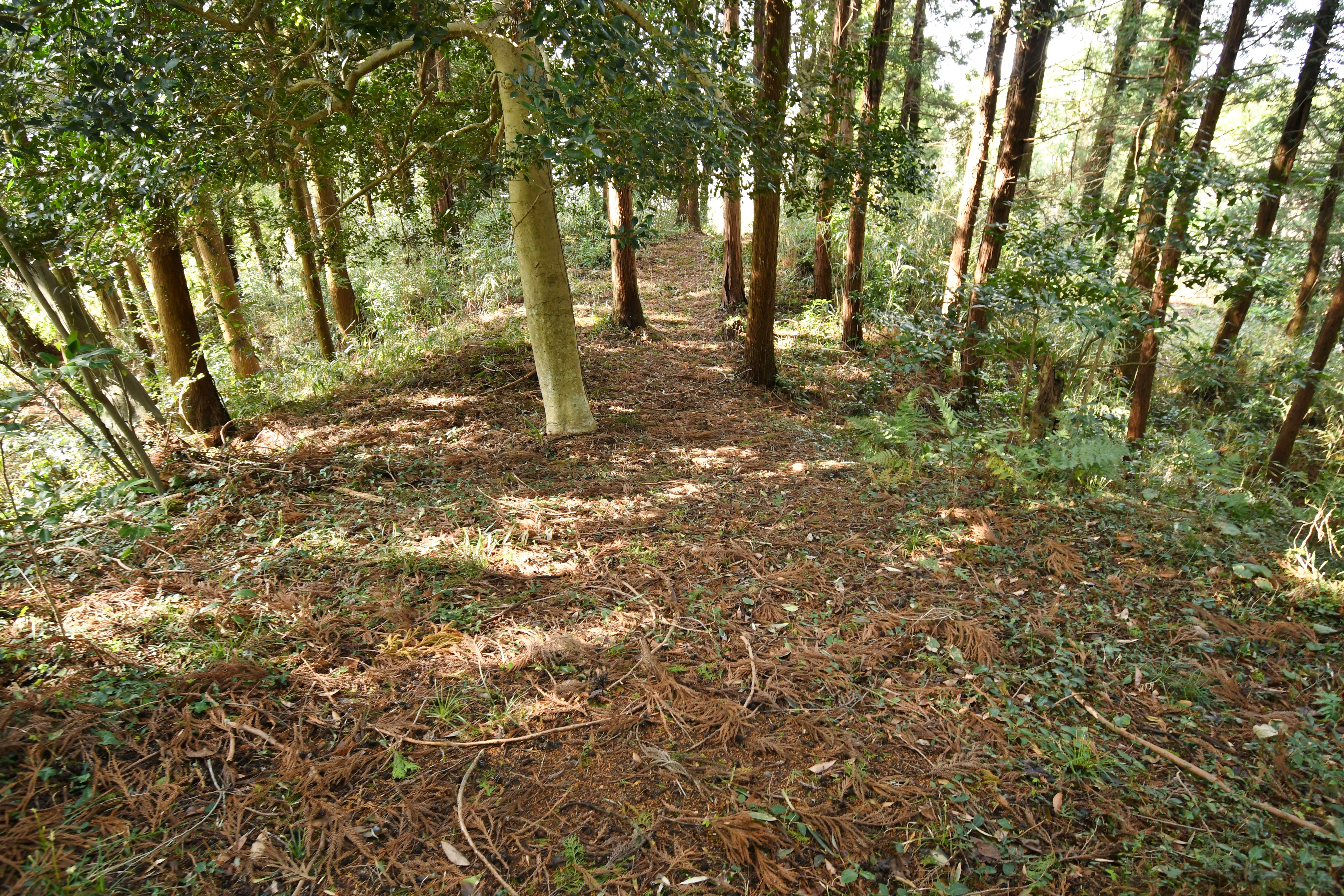
後方部から前方部を望む

墳丘の規模は次の通り。
- 墳丘長：約50メートル
- 後方部
  - 長さ：約30メートル
  - 幅：22メートル
  - 高さ：4.5メートル
- くびれ部
  - 幅：18メートル
- 前方部
  - 幅：23メートル
  - 高さ：3メートル

後方部の平面形は長方形を呈する。
- 前方部から後方部を望む
- 後方部から前方部を望む

## 埋葬施設
埋葬施設としては、後方部両側において片袖式横穴式石室2基（1号石室・2号石室）が構築されている。両石室はいずれも墳丘主軸に直交し、正反対方向に開口する。1号石室は前方部寄りで北西方向に、2号石室は後方部北東寄りで南東方向に開口する。
両石室の平面形・規模・構築方法には共通性が認められる。石室の石材は自然石・割石。1号石室では玄室側壁の最下段には長手の自然石を腰石として据えるが、2号石室では明確な腰石は認められない。奥壁・側壁はやや小さい自然石を持ち送り積み上げる。また1号石室では在地的な家形石棺が、2号石室では畿内的な組合式石棺が使用される。1号石室からTK10型式併行期の遺物が出土していないことから、2号石室はTK10型式併行期新相-TK43型式併行期古相段階、1号石室はTK43型式併行期新相段階とみられる。2号石室が中心埋葬施設とされ、1号石室との性格差が注目される。

### 1号石室

1号石室俯瞰図

1号石室展開図

1号石室は前方部寄りにおいて構築され、北西方向に開口する。石室の規模は次の通り。
- 石室全長：7.6メートル
- 玄室：長さ約3.9メートル、幅2.6メートル（奥）・幅約2.4メートル（手前）、高さ約2.7メートル
- 羨道：長さ約3.7メートル、幅1.6メートル（奥）、高さ約1.4メートル

玄室内には砂岩製の家形石棺を据えたとみられ、破片が出土している。
2号石室とは異なり、明確な腰石には九州地方北部との交流が示唆され、石棺には出雲地方東部で通有する在地的な家形石棺が使用される。

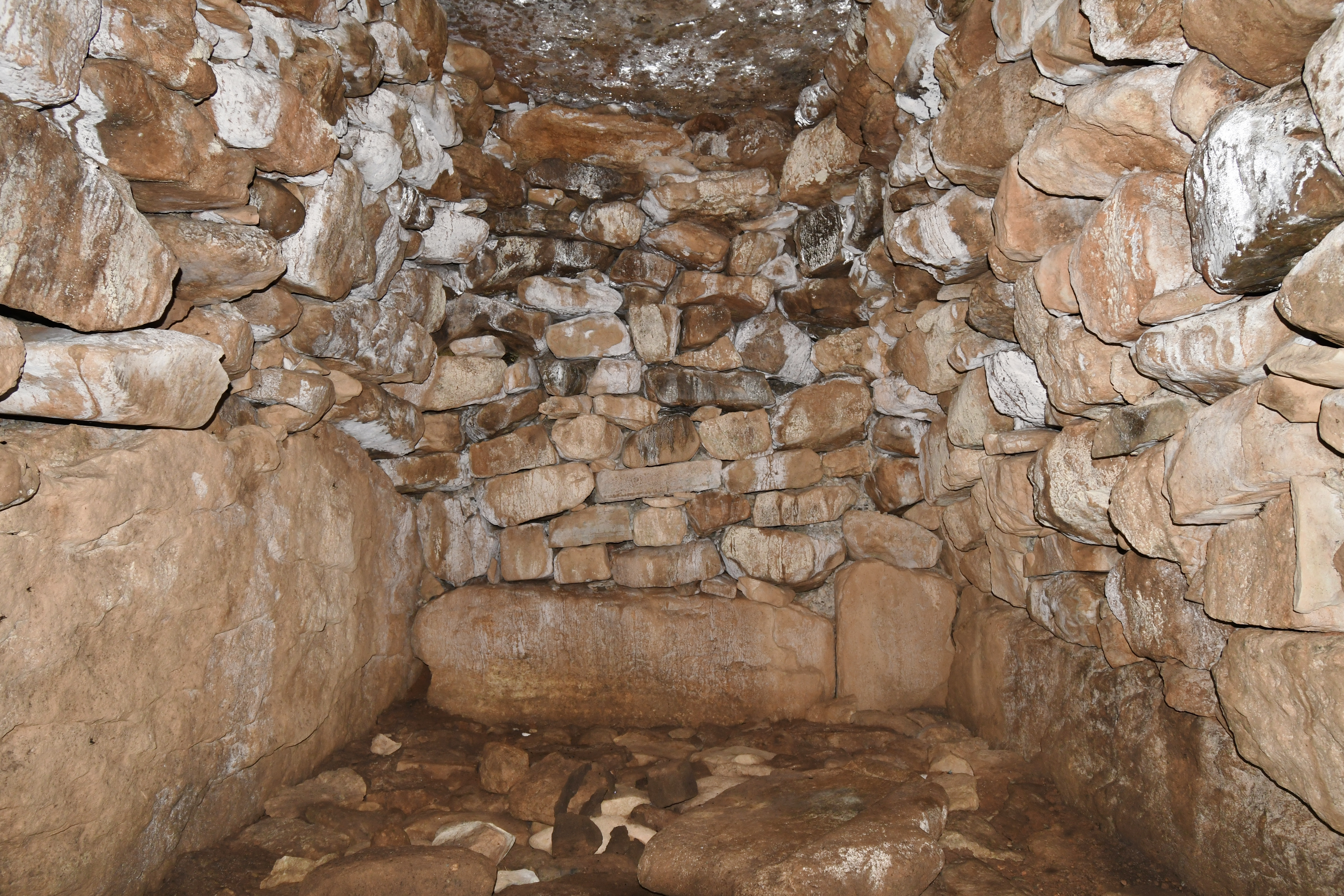
玄室（奥壁方向）
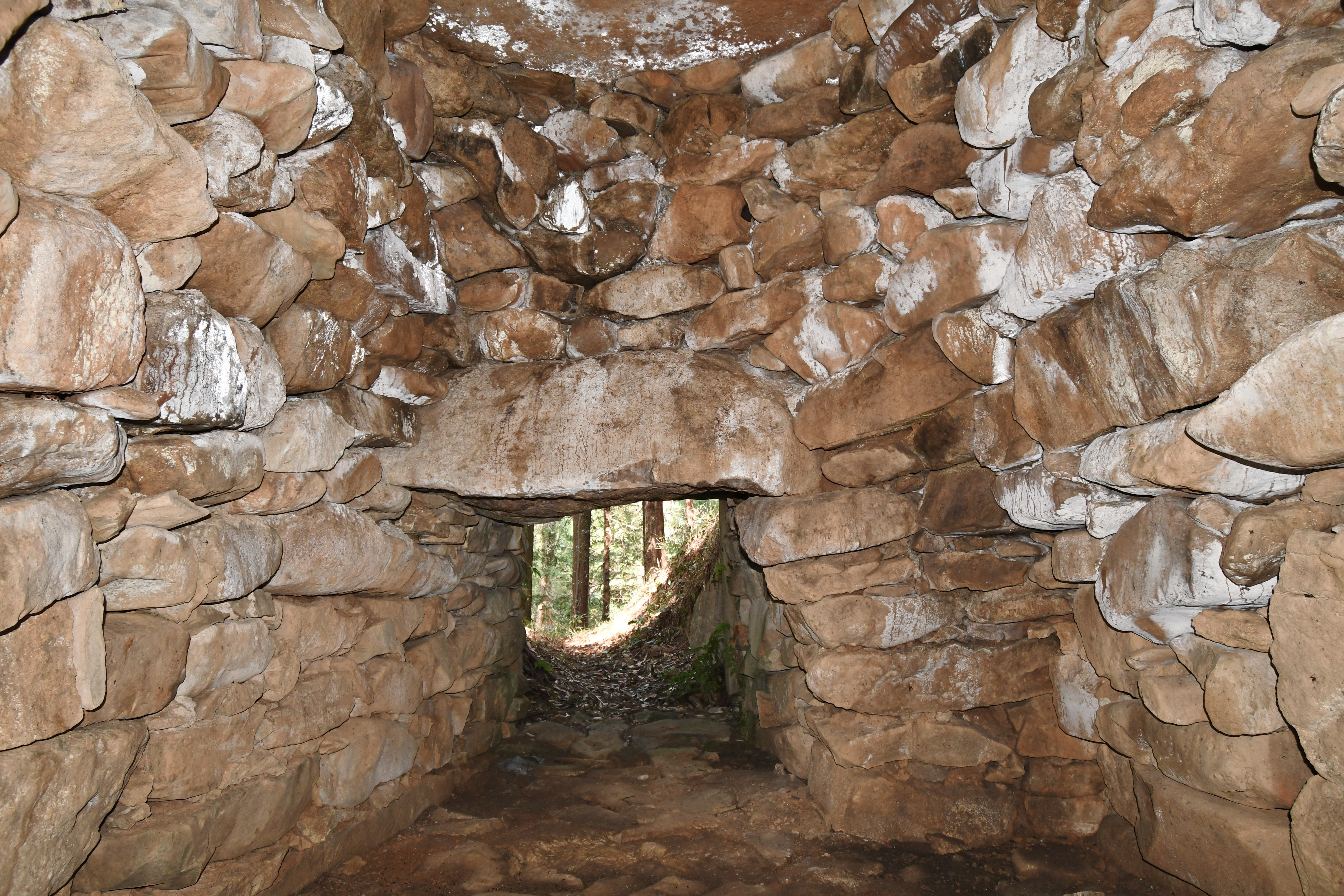
玄室（開口部方向）
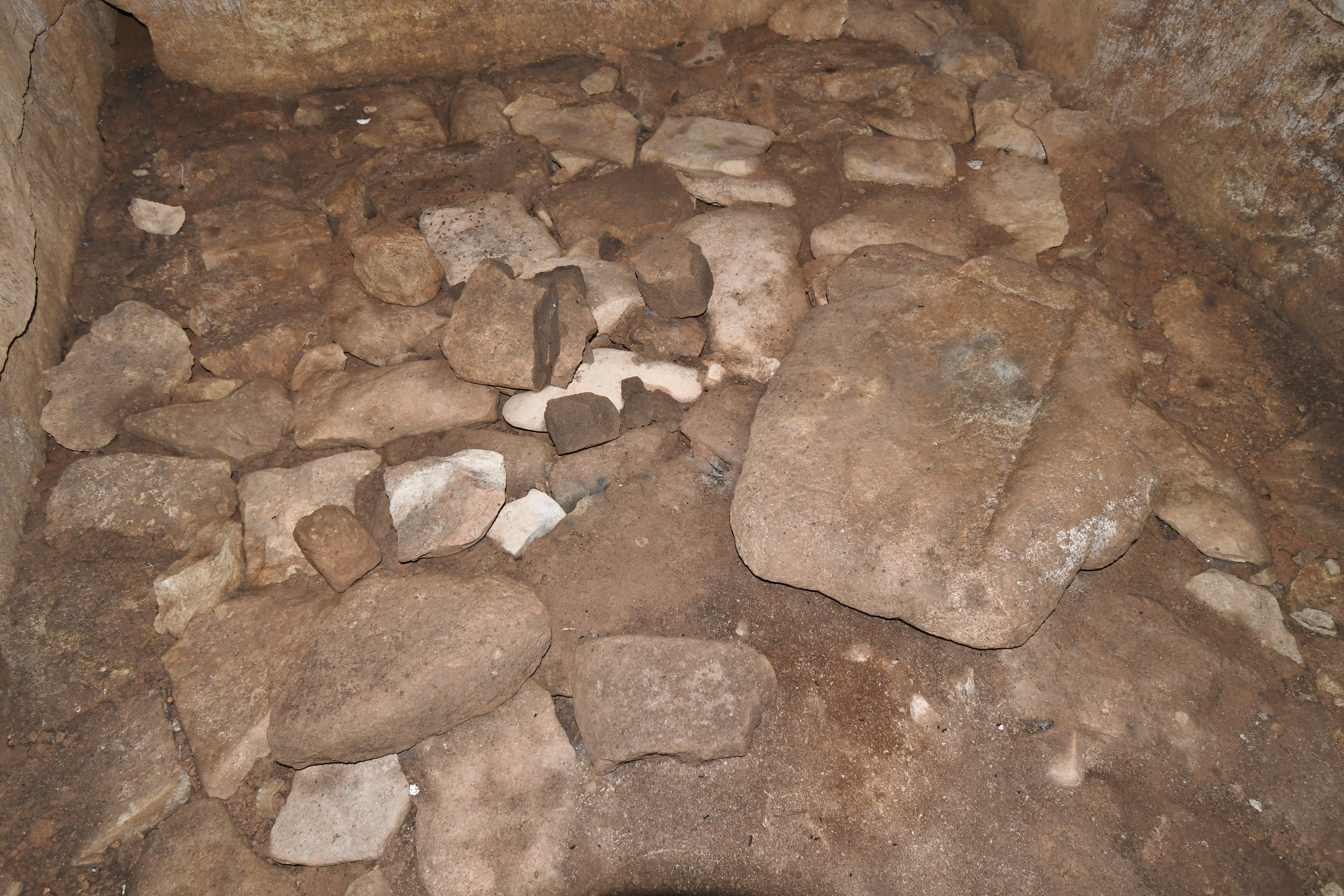
玄室の石棺
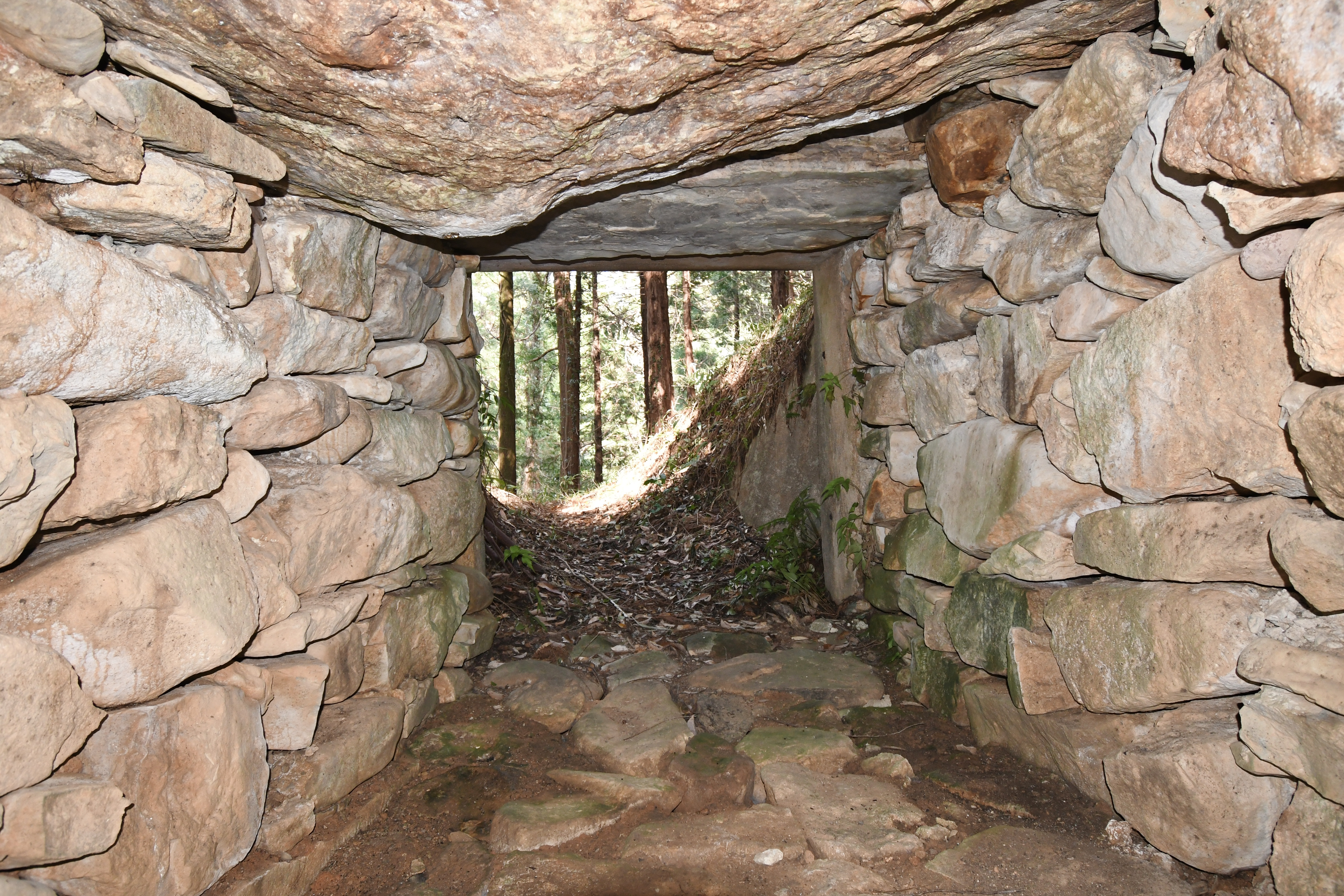
羨道（開口部方向）
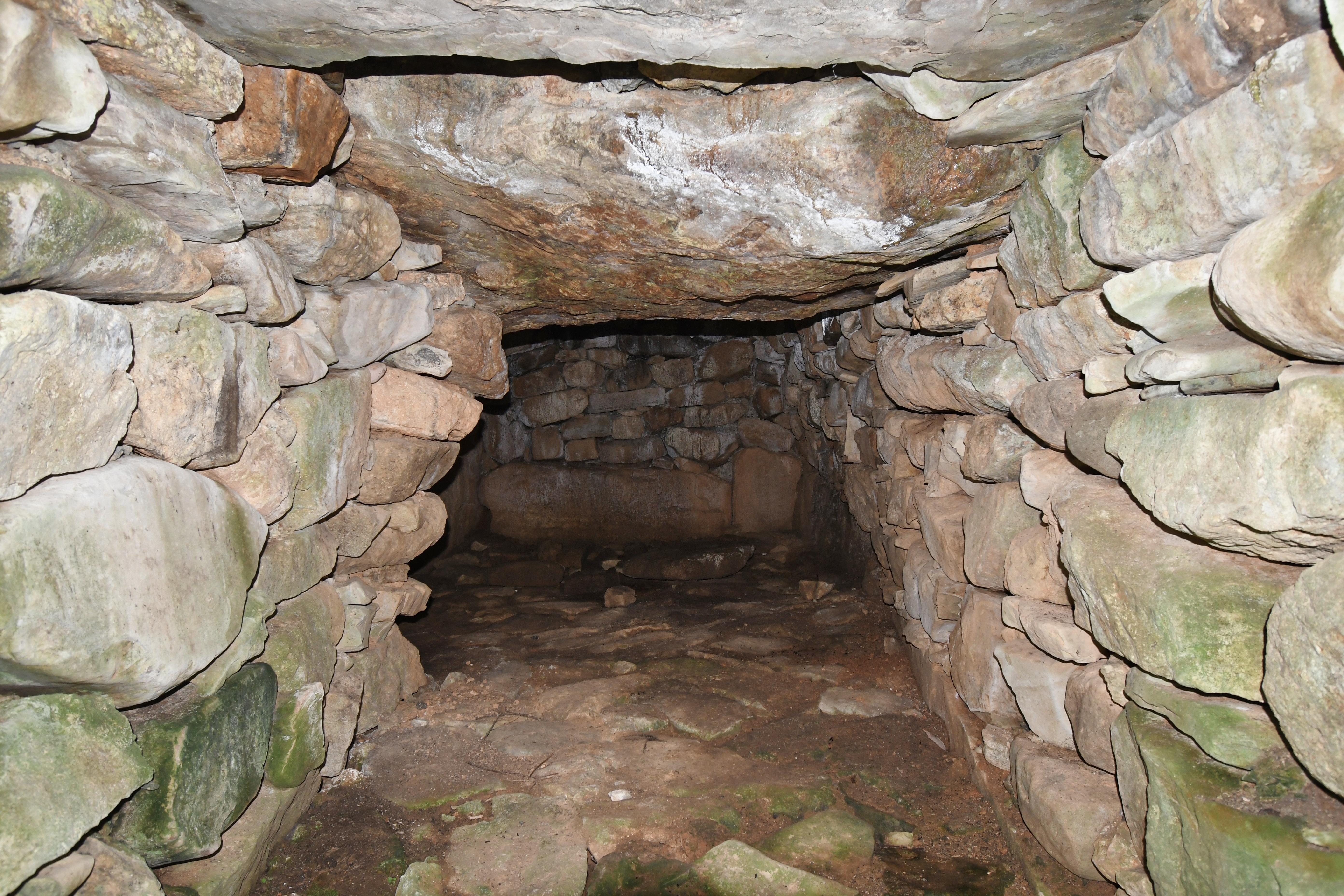
羨道（玄室方向）
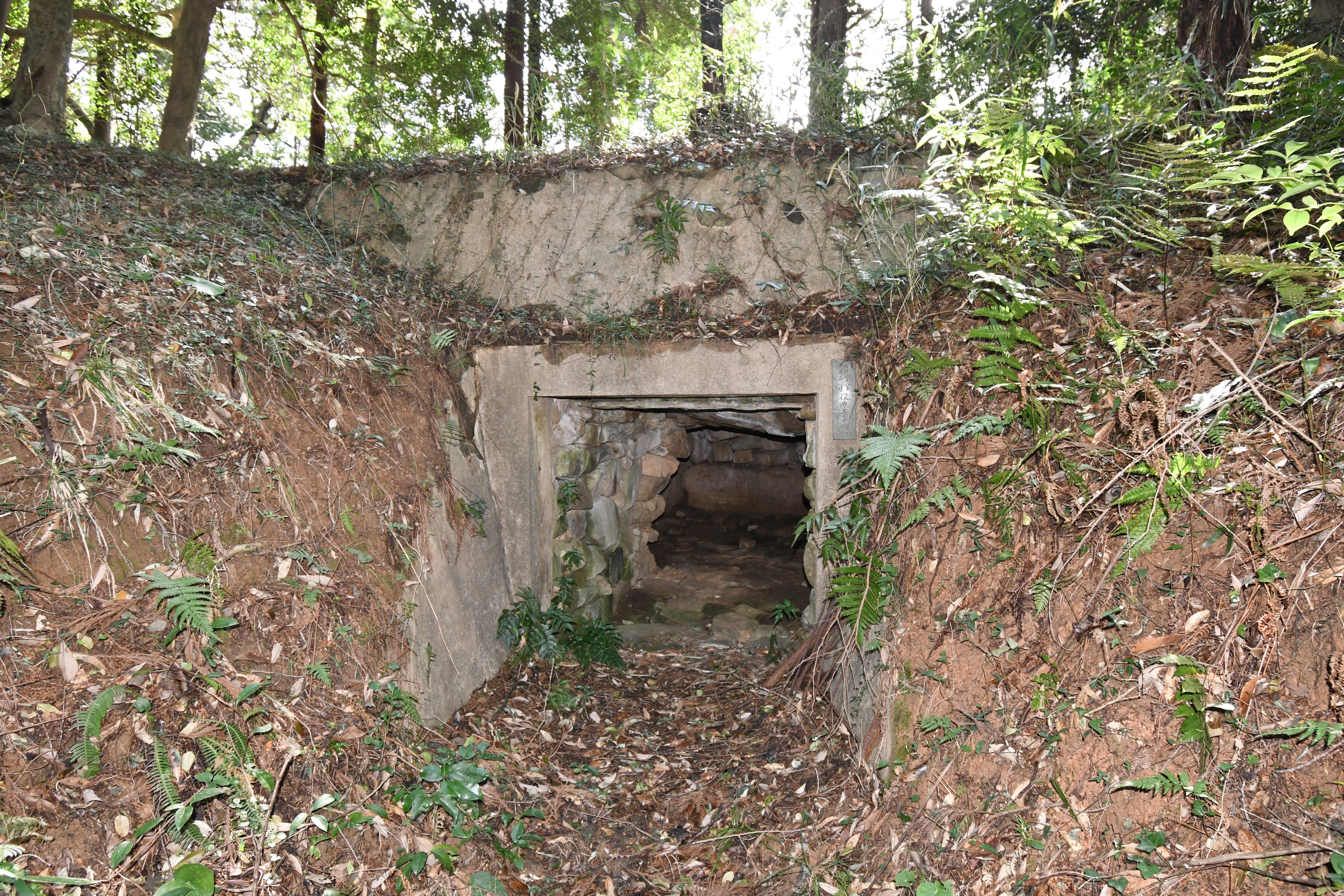
開口部

### 2号石室
2号石室は後方部北東寄りにおいて構築され、南東方向に開口する。石室の規模は次の通り。
- 石室全長：8メートル
- 玄室：長さ約4.3メートル、幅2.3メートル（奥）・2.1メートル（手前）、高さ約2.6メートル
- 羨道：長さ約3.6メートル、幅1.1メートル、高さ約1.4メートル

玄室内には砂岩切石製の組合式石棺を据える。石棺の蓋石は4枚で、縄掛突起が認められる。
1号石室とは異なり、畿内的な組合式石棺を使用し、明確な腰石も認められないことから、より畿内的な埋葬施設と評価される。

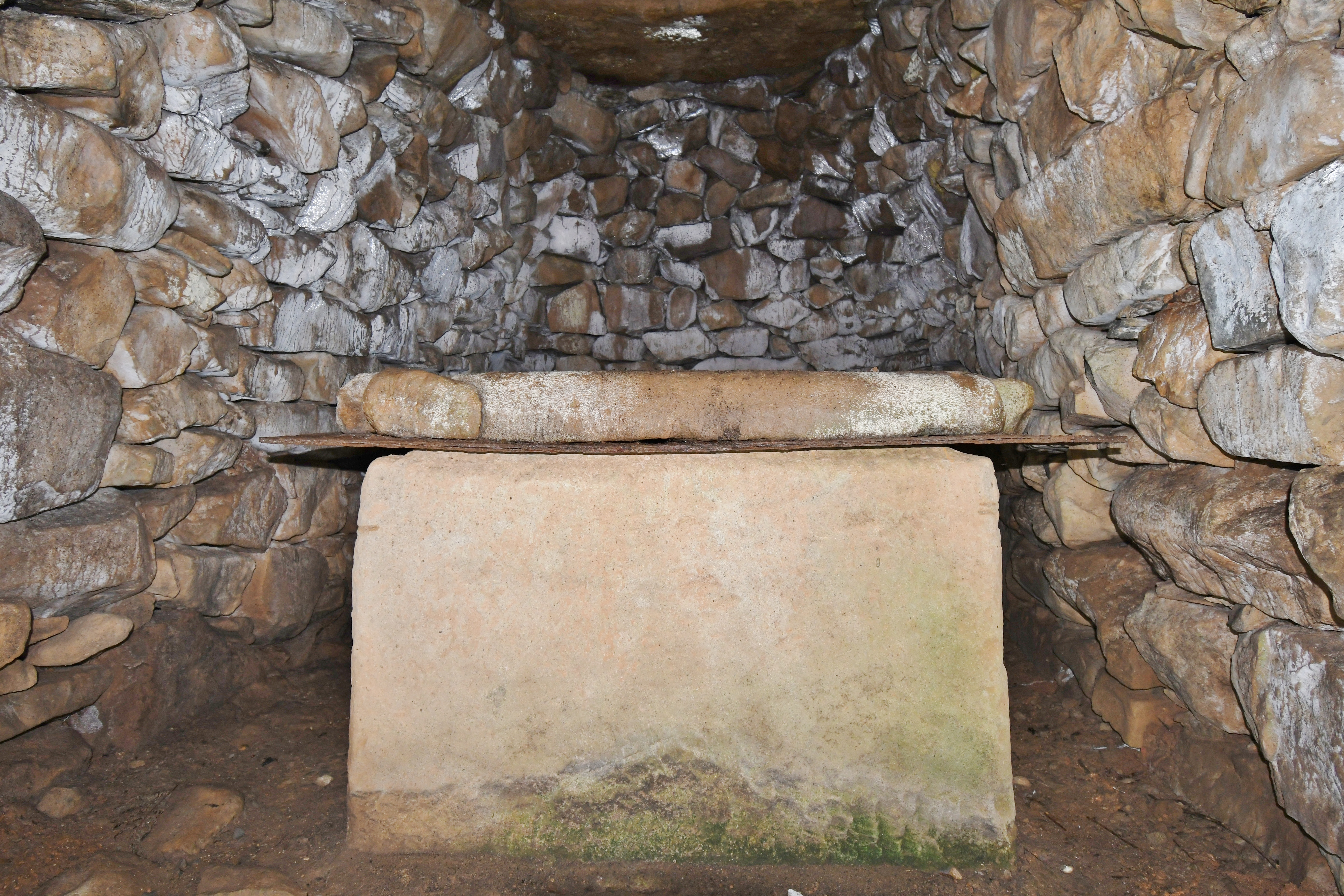
玄室（奥壁方向）
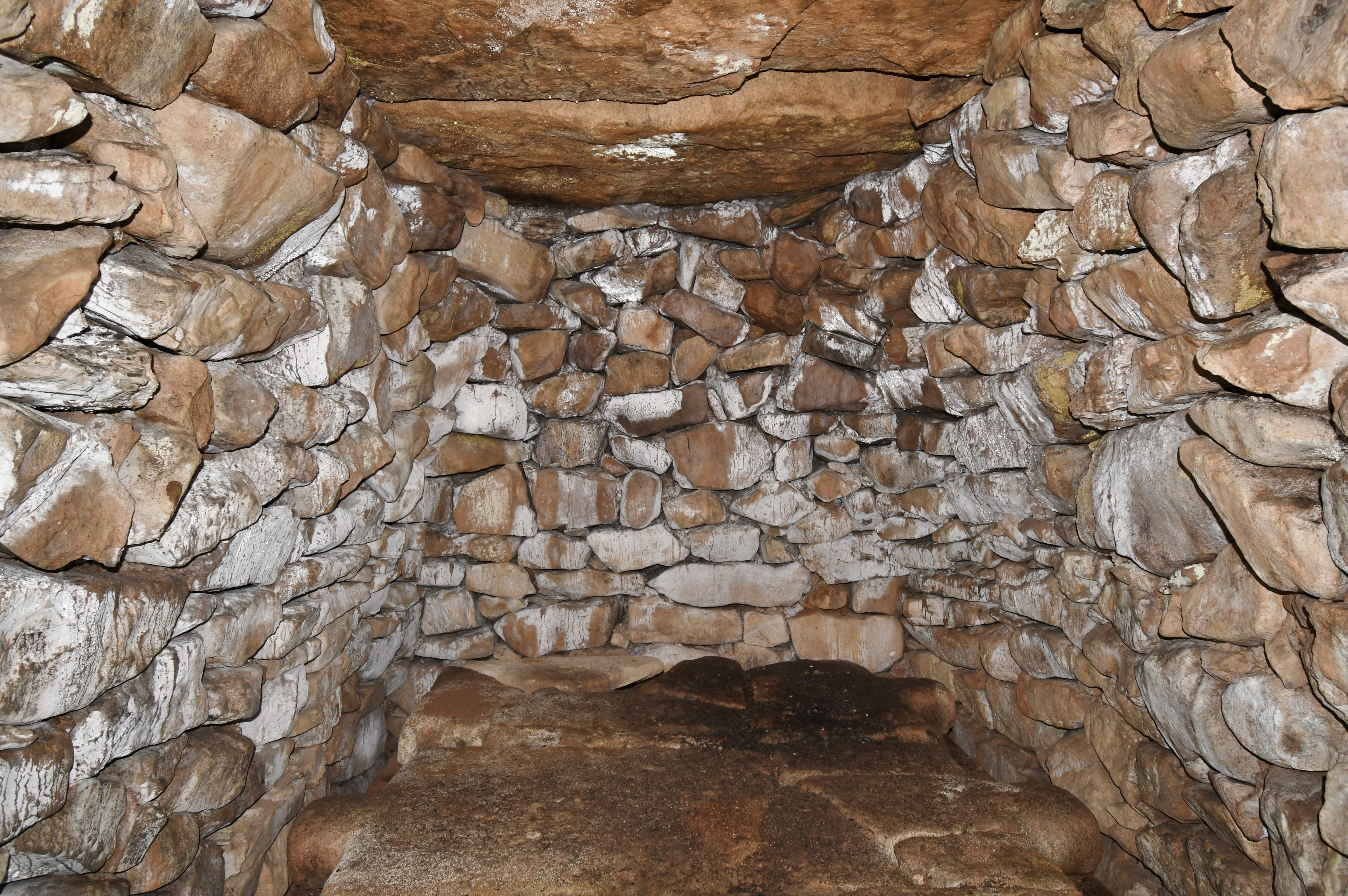
玄室（奥壁方向）
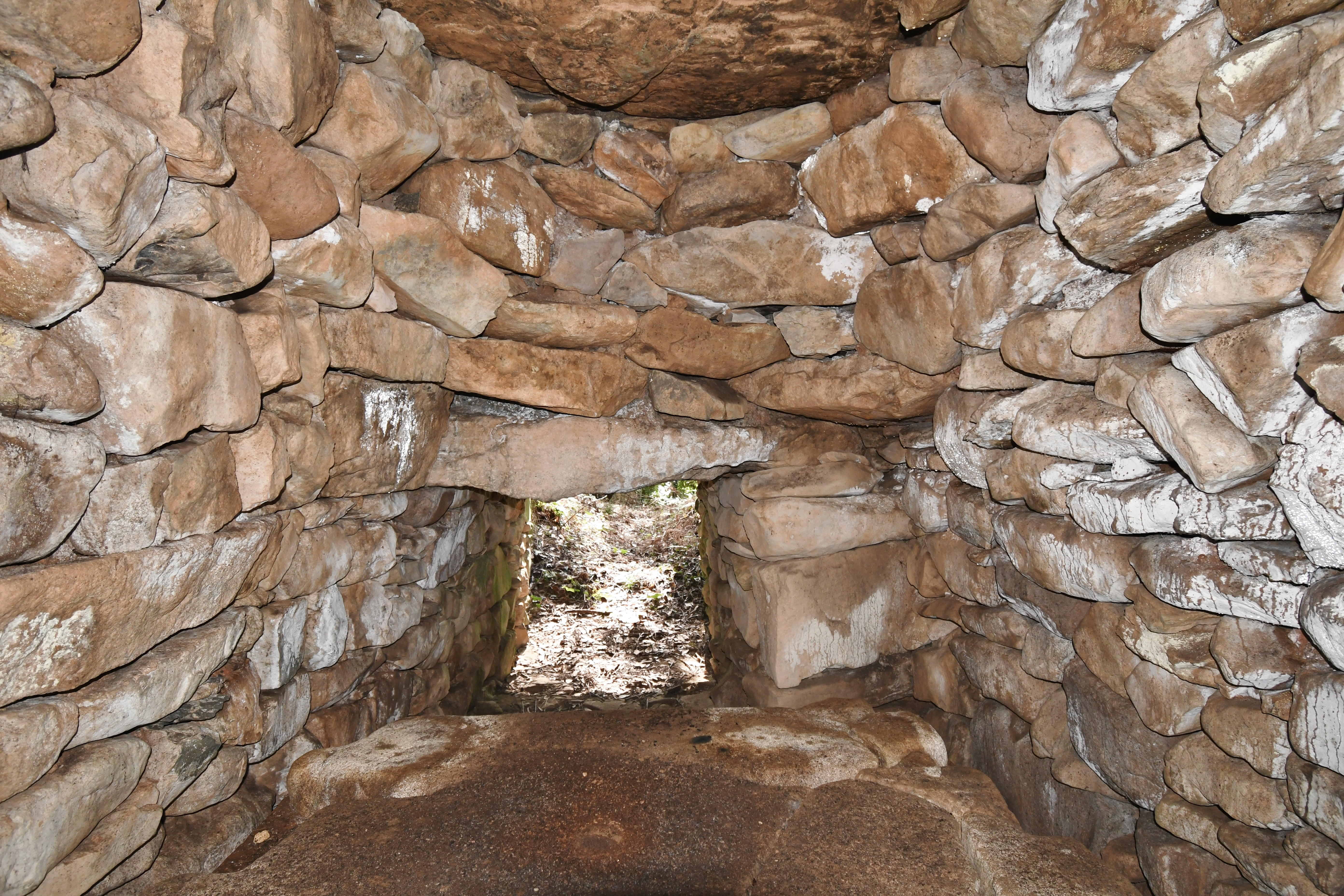
玄室（開口部方向）
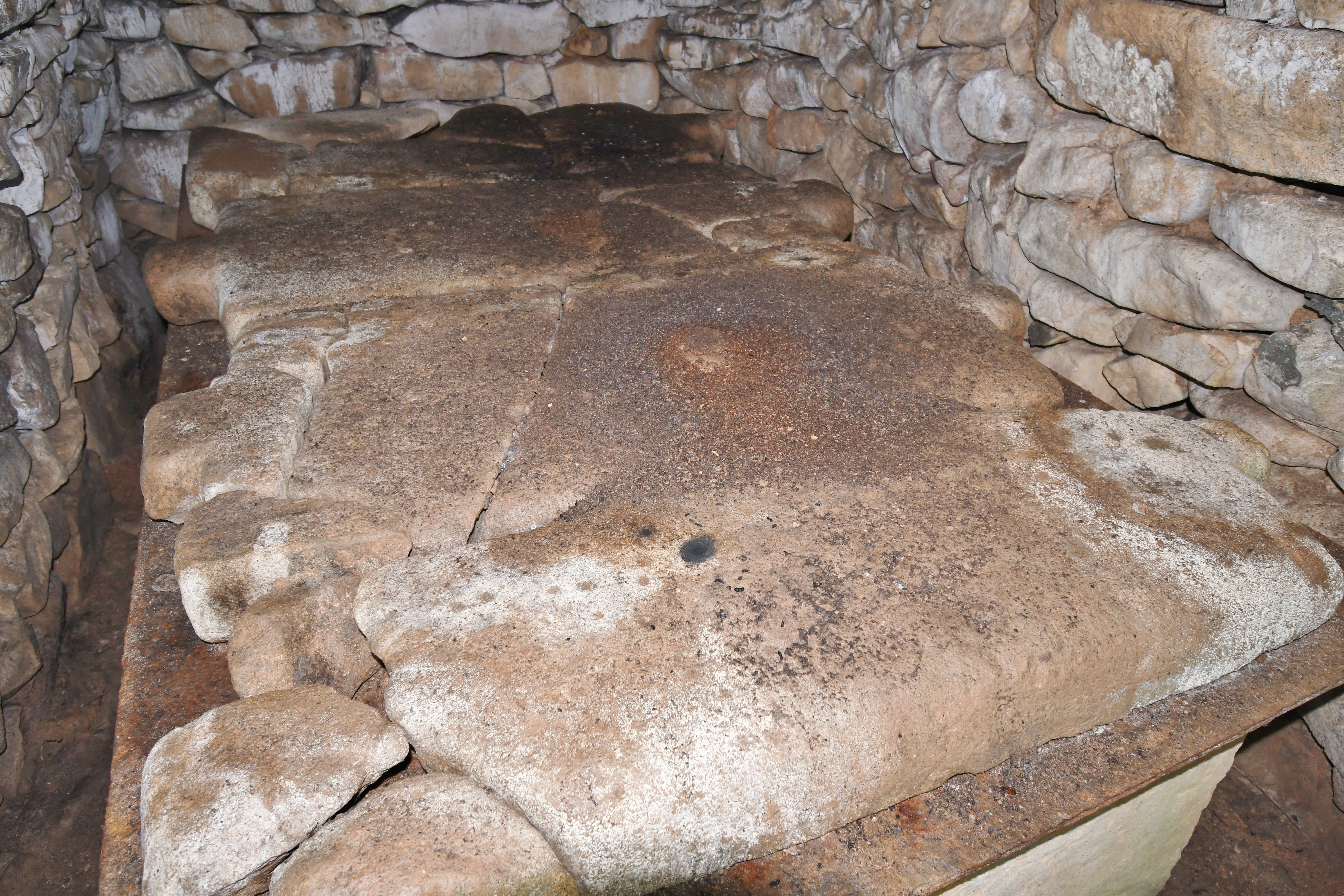
玄室の石棺
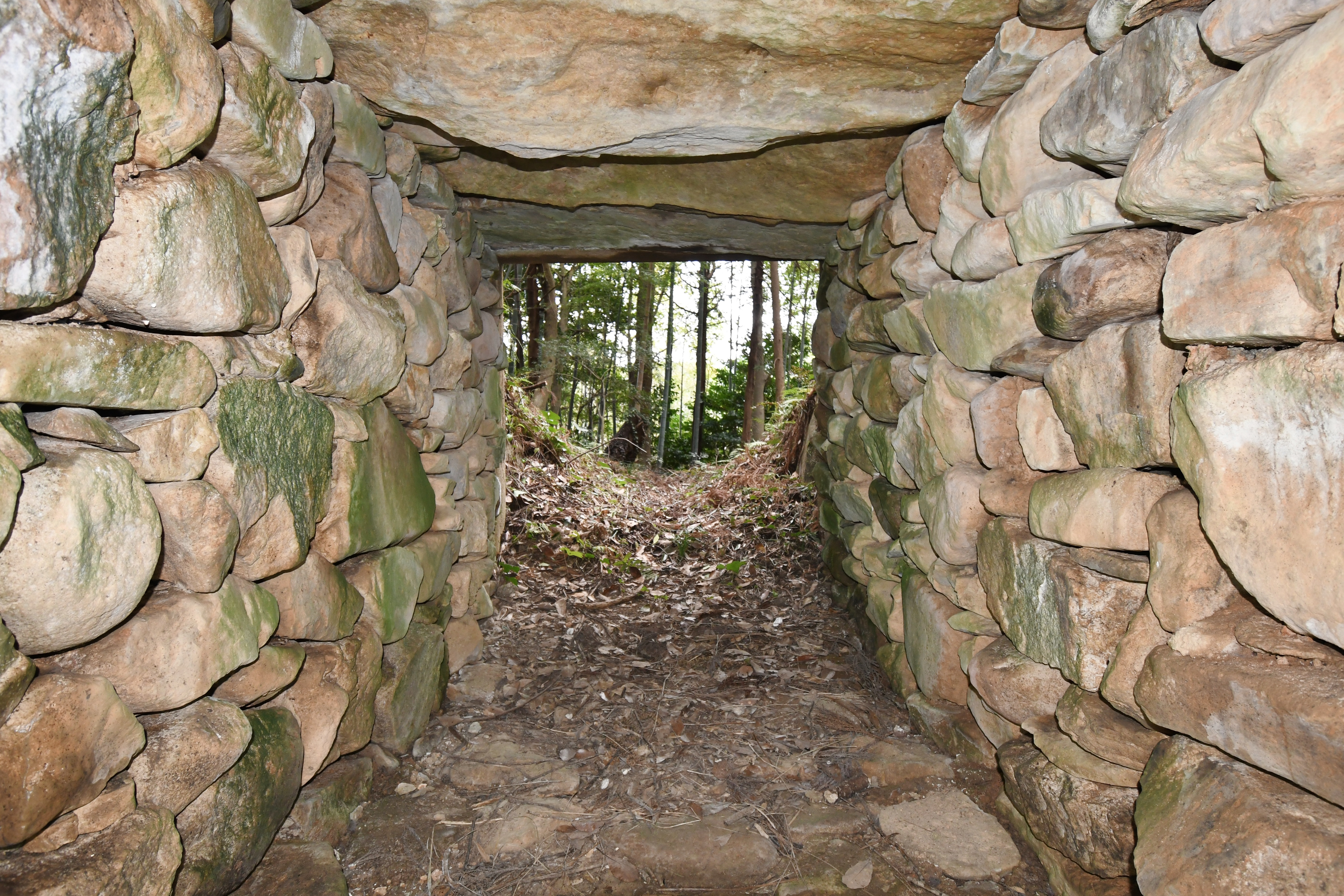
羨道（開口部方向）
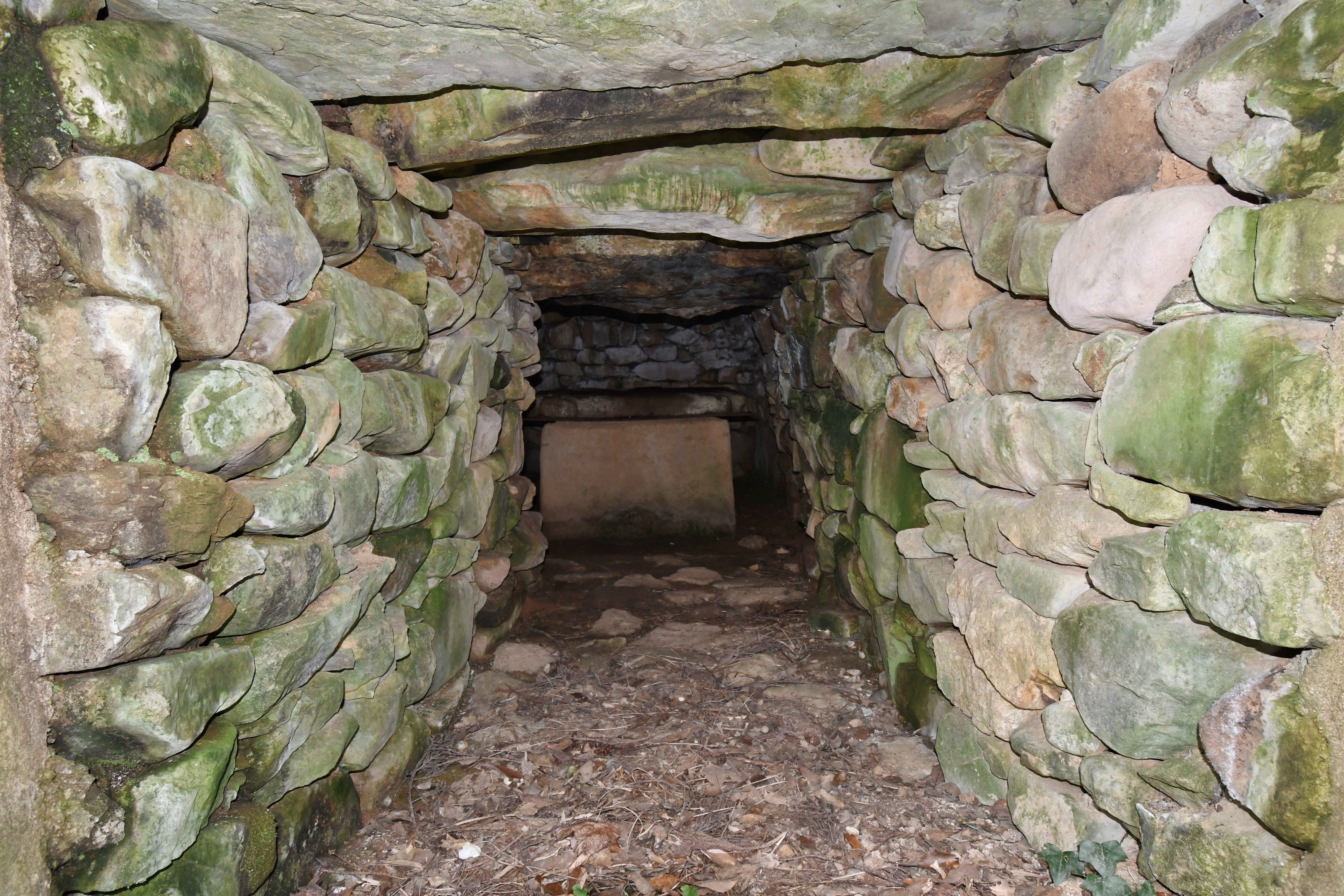
羨道（玄室方向）
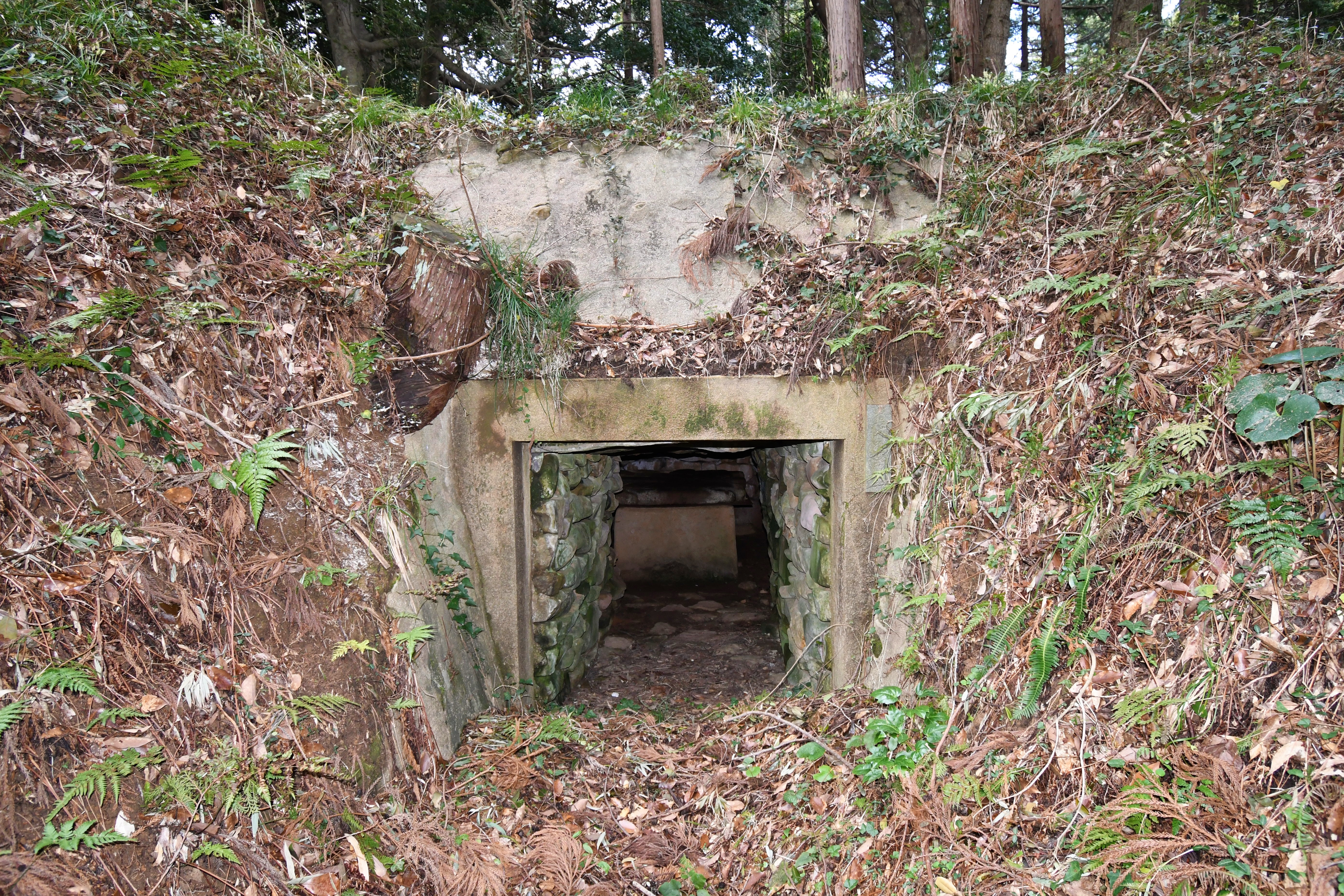
開口部

## 出土品

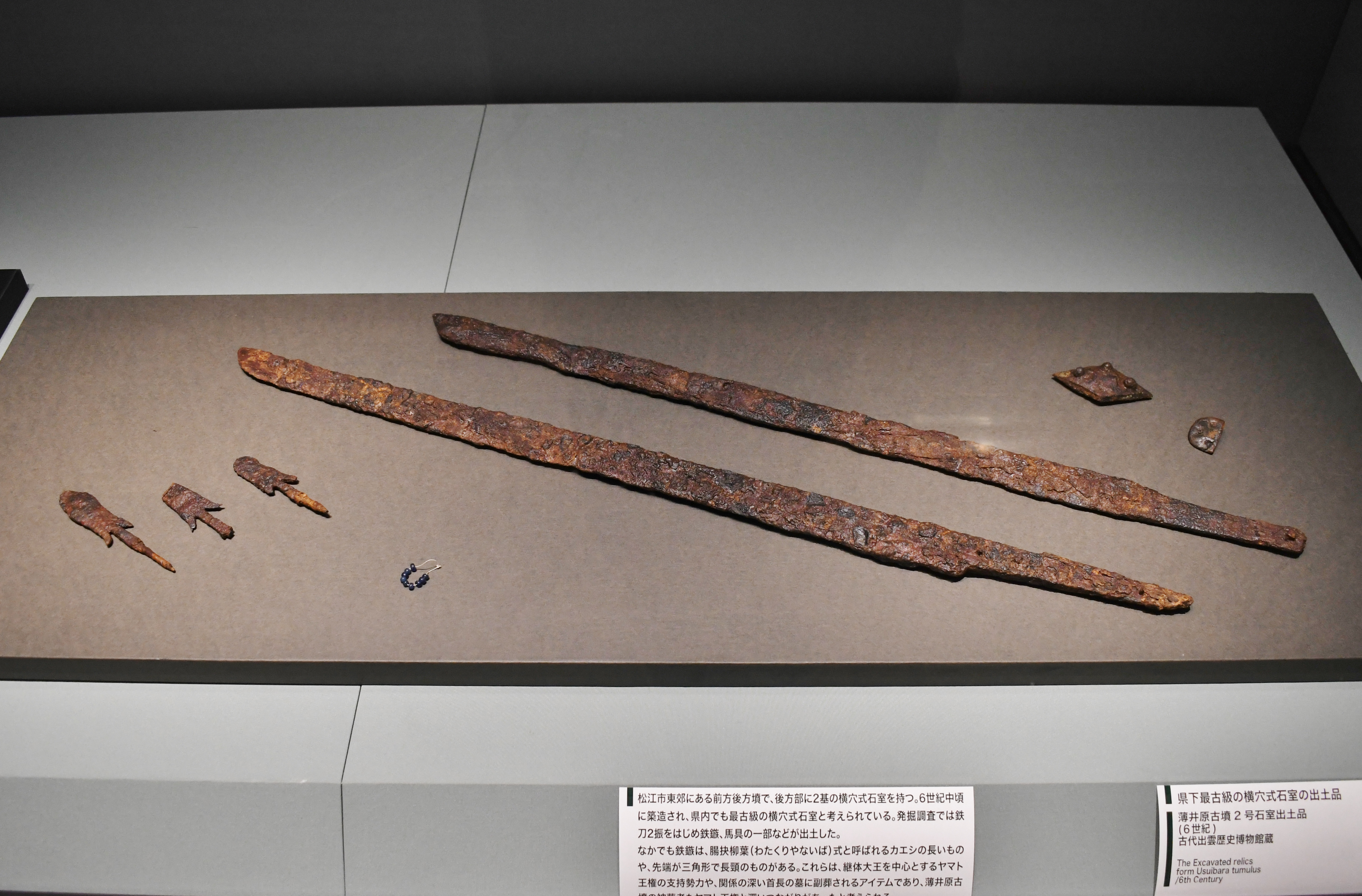
1号石室 鉄製品島根県立古代出雲歴史博物館展示。

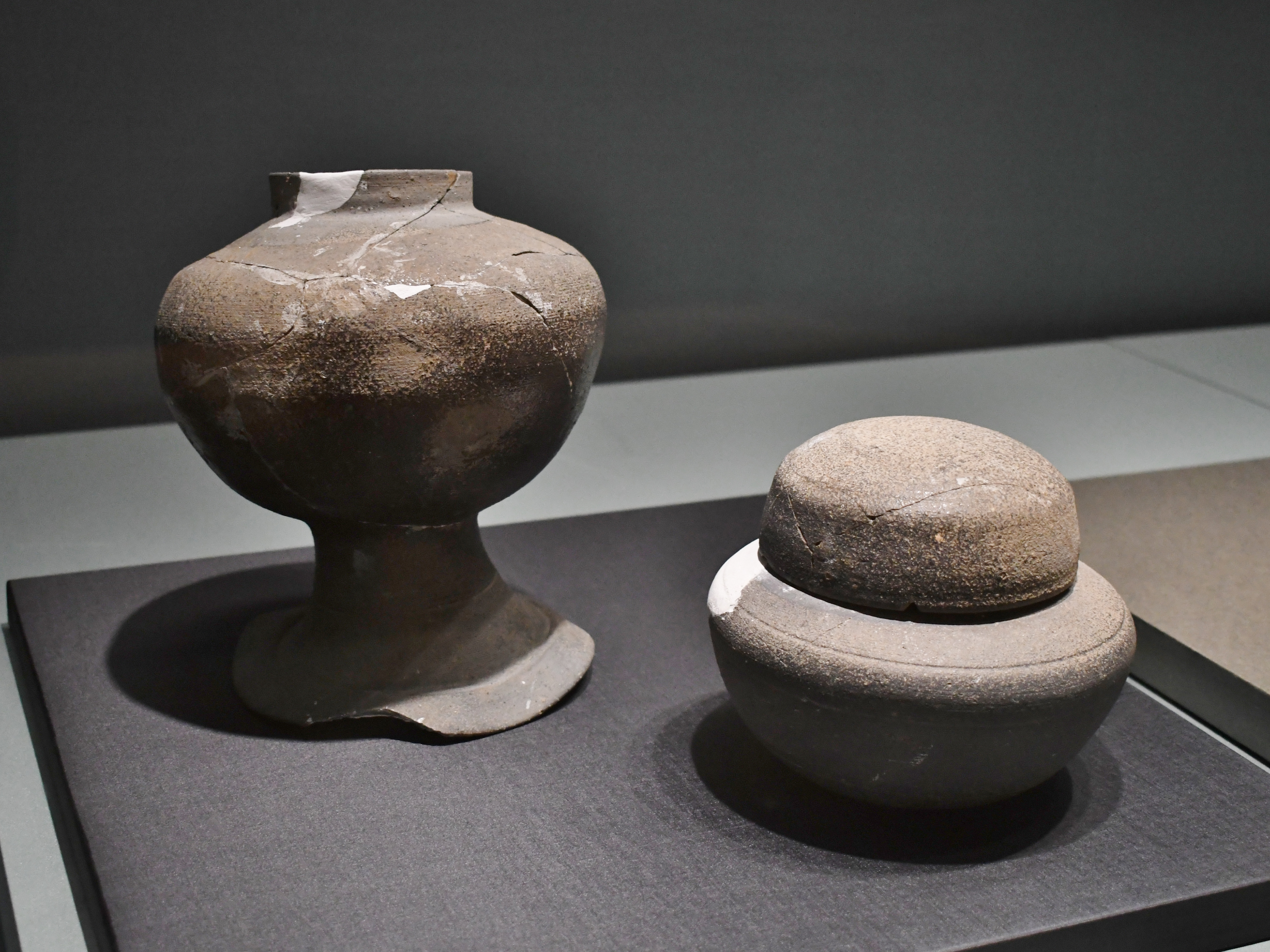
2号石室 須恵器島根県立古代出雲歴史博物館展示。

発掘調査で出土した副葬品は次の通り。
1号石室
- 耳環
- 須恵器 - 坏、坏蓋、壺。

2号石室
- 棺内
  - ガラス製小玉 9
  - 鉄刀 2
  - 鉄鏃 20
  - 刀子 3
  - 鉇 1
- 棺外
  - 削り小刀
  - 馬具類
    - 鉄地金銅張飾金具
    - 鐙

  - 須恵器 - 有蓋壺、脚付壺。

前方部墳丘
- 須恵器 - 脚付子持壺、高坏。
- 土師器 - 高坏片など。

## 文化財

### 島根県指定文化財
- 史跡
  - 薄井原古墳 - 1962年（昭和37年）6月12日指定。

## 関連施設
- 島根県立古代出雲歴史博物館（出雲市大社町杵築東） - 薄井原古墳の出土品を展示。

## 関連文献
（記事執筆に使用していない関連文献）
- 「薄井原古墳」『島根の文化財』 第3集、島根県教育委員会、1963年。 - リンクは奈良文化財研究所「全国文化財総覧」。
- 山本清『山陰古墳文化の研究』山本清先生退官記念論集刊行会、1980年。